# 초평면 (수학)

수학에서 초평면(超平面, 영어: hyperplane)은 3차원 공간 속의 평면을 일반화하여 얻는 개념이다.

## 정의

### 벡터 초평면
체 {\displaystyle K} 위의 벡터 공간 {\displaystyle V}의 부분 벡터 공간 {\displaystyle H\subseteq V}에 대하여, 다음 두 조건이 서로 동치이며, 이를 만족시키는 {\displaystyle H}를 {\displaystyle V}의 벡터 초평면(vector超平面, 영어: vector hyperplane)이라고 한다.
- 몫벡터 공간 {\displaystyle V/H}의 차원은 1이다.
- 극대 진부분 벡터 공간이다. 즉, 다음 두 조건을 만족시킨다.[1]:109, Theorem 19
  - {\displaystyle H\neq V}
  - 임의의 부분 벡터 공간 {\displaystyle W\subseteq V}에 대하여, 만약 {\displaystyle H\subseteq W}라면, {\displaystyle W=H}이거나 {\displaystyle W=V}이다.
- 다음 조건을 만족시키는 쌍대 공간 원소 {\displaystyle f\in V^{*}}가 존재한다.[1]:109, Theorem 19
  - {\displaystyle f\neq 0}
  - {\displaystyle \ker f=H} (여기서 {\displaystyle \ker }는 핵이다.)

증명:
우선 {\displaystyle H}가 {\displaystyle V}의 극대 진부분 벡터 공간라고 가정하자. 임의의 {\displaystyle v\in V\setminus H}를 고정하자. 그렇다면 다음과 같은 직합 분해가 성립한다.
{\displaystyle V=H\oplus \operatorname {Span} \{v\}}
따라서, 다음 두 조건을 만족시키는 유일한 쌍대 공간 원소 {\displaystyle f\in V^{*}}를 정의할 수 있다.
{\displaystyle f|_{H}=0}
{\displaystyle f(v)=1}
이 경우 {\displaystyle f(v)=1}이므로 {\displaystyle f\neq 0}이며, 또한 {\displaystyle \ker f=H}이다.
반대로 {\displaystyle f\neq 0}와 {\displaystyle \ker f=H}를 만족시키는 쌍대 공간 원소 {\displaystyle f\in V^{*}}가 존재한다고 가정하자. 그렇다면 {\displaystyle f\neq 0}이므로 {\displaystyle H\neq V}이다. 임의의 {\displaystyle v\in V\setminus H}를 고정하자. 그렇다면, 임의의 {\displaystyle u\in V}에 대하여,
{\displaystyle u-{\frac {f(u)}{f(v)}}v\in H}
이므로
{\displaystyle u\in \operatorname {Span} (H\cup \{v\})}
이다. 따라서
{\displaystyle \operatorname {Span} (H\cup \{v\})=V}
이며, {\displaystyle H}는 {\displaystyle V}의 극대 진부분 벡터 공간이다.

### 아핀 초평면
체 {\displaystyle K} 위의 아핀 공간 {\displaystyle A}의 부분 아핀 공간 {\displaystyle H\subseteq A}가 주어졌다고 하자. 만약 {\displaystyle H} 위의 평행 이동들의 벡터 공간 {\displaystyle \operatorname {V} (H)}이 {\displaystyle V} 위의 평행 이동들의 벡터 공간 {\displaystyle \operatorname {V} (A)}의 벡터 초평면이라면, {\displaystyle H}를 {\displaystyle A}의 아핀 초평면(affine超平面, 영어: affine hyperplane)이라고 한다.

### 사영 초평면
체 {\displaystyle K} 위의 벡터 공간 {\displaystyle V}으로부터 유도되는 사영 공간 {\displaystyle \operatorname {P} (V)}의 사영 초평면(射影超平面, 영어: projective hyperplane)은 벡터 초평면 {\displaystyle H\subseteq V}으로부터 유도되는 부분 사영 공간 {\displaystyle \operatorname {P} (H)\subseteq \operatorname {P} (V)}이다.

## 성질
체 {\displaystyle K} 위의 유한 차원 벡터 공간 {\displaystyle V}의 부분 벡터 공간 {\displaystyle H\subseteq V}에 대하여, 다음 두 조건이 서로 동치이다.
- {\displaystyle H}는 벡터 초평면이다.
- {\displaystyle \dim H=\dim V-1}

## 같이 보기
- 초곡면
- 결정 경계